# Пушкински музей (Москва)
Пушкинският музей в Москва (Государственный Музей Изобразительных Искусств имени А.С. Пушкина – бивш Музей Изящных искусств имени Александра III) е сред най-големите руски музеи за европейско и световно изкуство.
Разположен е в центъра на Москва, на ул. „Волхонка“ 12, недалеч от Московския кремъл и в непосредствена близост до Храма на Христос-Спасителя. Открит е през 1912 г.
Притежава експозиции на древноегипетска, старогръцка и древноримска култура; скулптура и живопис от европейското средновековие и Ренесанс, както и по-модерно изкуство (силно присъствие на импресионизма).

## Началото
Музеят е създаден на мястото на „Кабинета по изящни изкуства и античност“ към Московския университет като учебно-спомагателно и обществено хранилище на копия и отливки на класически произведения на световното изкуство. Инициатор за създаването на музея през 1893 г. е професорът от Московския университет И. В. Цветаев (баща на поетесата Марина Цветаева), който е и пръв директор на музея (1911 – 1913). Той убеждава младия милионер Юрий Нечаев-Малцев в нуждата от такъв музей, така последният финансира проекта.
Церемонията по полагане на основите на музея се извършва на 17 август 1898 г. Проектът на музея е дело на архитекта Роман Клайн (1858 – 1924) и инженера Владимир Шухов. Сградата е построена през 1904 година. Експонатите (гипсови отливки и други копия) започват да се поръчват от 1890 г. в чуждестранни ателиета по форми, снети непосредствено от оригинала. В допълнение през 1909 г. Цветаев получава от египтолога Владимир Голенишчев колекция от древноегипетски оригинали, както и 12 ранноиталиански платна, дарени от дипломата Шчукин, генерален консул в Триест. Официалното откриване на Музея за изящни изкуства Александър III става на 31 май 1912 г.

## През годините
След 1918 г., когато столицата на Русия се премества в Москва, хиляди експонати от Ермитажа се прехвърлят в Пушкинския музей. Тези картини съставляват ядрото от произведения на западноевропейското изкуство в музея. То се допълва от многобройни частни колекции. В допълнение се прехвърлят много картини от западноевропейски автори от музея Румянцев и Третяковската галерия.
През Втората световна война експозицията на музея е евакуирана в Новосибирск. Сградата на музея търпи сериозни щети при бомбардировките, но още през 1944 г. започва нейното реставриране. Тук след войната се съхраняват в продължение на 10 години колекцията на Дрезденската картинна галерия преди да бъдат върнати обратно в Дрезден. След войната в музея пристигат много експонати от откритата от Хайнрих Шлиман древна Троя.
След 1948 г. експозицията на Музея за ново западно изкуство е разделена между Москва и Ленинград. Повече от 300 картини и 60 скулптури от западноевропейски и американски автори от края на 19 и началото на 20 век попадат в Пушкинския музей, между които много произведения от френския импресионизъм и постимпресионизъм, включвайки топ-произведения на Пабло Пикасо, Анри Матис, Пол Сезан, Винсент ван Гог и Пол Гоген.

## Експозиция
Колекцията на музея представлява един характеристичен разрез на историята на западноевропейското изкуство. По-долу са изброени най-изявените художници без претенция за изчерпателност.

### Италианска живопис от 13 до18 век
- Сеня ди Бонавентура (Мария с младенеца)
- Липо Меми
- Ботичели
- Чима да Конеляно (Свалянето от кръста, Христос на трона)
- Перуджино (Мария с младенеца)
- Паоло Веронезе (Минерва, Почивка по пътя към Египет)
- Лоренцо Лото (Мария с младенеца)
- Джулио Романо
- Пармиджанино
- Гуерчино (Свети Себастиан)
- Доменико Фети (Давид с главата на Голиат)
- Бернардо Строци (Астроном и ученик)
- Джузепе Мария Креспи
- Алесандро Маняско
- Джовани Батиста Тиеполо (Мария с младенеца и светци)
- Каналето
- Бернардо Белото
- Франческо Гуарди

### Испанска живопис
- Хусепе де Рибейра (апостол Яков Стари, Свети Антоний)
- Бартоломе Естебан Мурильо (Малката продавачка на плодове)
- Франсиско Сурбаран (Малкият Христос, Мария с младенеца)
- Антонио Переда

### Старохоландска живопис
- Корнелис Енгелбрехтсен
- Михиел Ситов (Носенето на кръста)
- Хери мет де Блес (Пътят към Голгота)
- Адриан Исенбрант
- Йос ван Клеве
- Антонис Мор
- Адриан Кей
- Йоахим Бюкелар (На пазара)
- Ян Госарт (Портрет на мъж)

### Фламандска живопис от 16 и17 век
- Петер Паул Рубенс (Вакханалия, Портрет на жена, Вечеря, Мусиус Сцевола)
- Антонис ван Дайк
- Якоб Йорданс (Сатирът и селяните, Одисей в пещерата на Полифем, Бягство в Египет)
- Ян Брьогел Стария
- Франс Снайдерс (Натюрморт с лебед)
- Адриан Брауер (Писател)

### Холандска живопис от 17 век
- Дирк Халс
- Хендрик Аверкамп (Пързаляне с кънки)
- Ян ван Гойен (изглед от река Ваал при Неймеген)
- Саломон ван Рьойсдал (Речен пейзаж, Преминаване през реката)
- Якоб ван Ройсдал (Изглед към село Егмонд)
- Ян Бот
- Симон де Влигер
- Паулус Потер
- Ян Стен (Селска сватба, Весела компания)
- Адриан ван Остаде (Селски празник, Свирачът на флейта)
- Габриел Метсю (Работещо момиче, Дует)
- Герард Терборх (Час по музика)
- Питер де Хоох (Утрото на един млад мъж, Болното дете)
- Емануел де Вите (Пазар на пристанището, Църковен интериор)
- Вилем Хеда
- Вилем Калф
- Рембранд (Изгонването на търговците от храма, Неверни Тома, Възрастна жена)
- Карел Фабрициус (Хера)

### Немска живопис
- Лукас Кранах Стари (Мария с младенеца, Плодовете на ревността)
- Адам Елсхаймер (Тобиас и ангела)
- Ханс Ротенхамер (Почивка по пътя към Египет)
- Антон Рафаел Менгс
- Ангелика Кауфман
- Антон Граф
- Каспар Давид Фридрих (Планински пейзаж)
- Арнолд Бьоклин (Пролет)
- Адолф Менцел (В Люксембургската градина, Странстващ цирк)
- Макс Либерман (Момиче с крава)

### Английска живопис
- Джордж Ромни
- Джон Констабъл

### Френска живопис от 17 и18 век
- Никола Пусен (Риналдо и Армида, Пейзаж с Херкулес и Как, Великодушието на Сципион)
- Клод Лорен (Утро, Вечер, Отвличането на Европа)
- Жан-Франсоа Миле
- Себастиан Бурдон
- Шарл Льобрюн
- Жан-Антоан Вато (Бивак, Сатира за лекарите)
- Никола Ланкре (Жена в градината)
- Жан-Батист Пате
- Франсоа Буше (Херкулес и Омфала, Юпитер и Калисто)
- Жан-Батист-Симеон Шарден
- Оноре Фрагонар (При огъня)
- Хюбер Робер
- Жак-Луи Давид (Андромаха до тялото на Хектор, Автопортрет)

### Френска живопис от19 век
- Пиер Пол Прюдон
- Жан Огюст Доминик Енгър
- Йожен Дьолакроа
- Теодор Русо
- Жул Дюпре
- Камий Коро
- Гюстав Курбе (Хижа в планината)
- Жан Франсоа Миле
- Едуар Мане (Портрет на Антонин Пруст)
- Клод Моне (Закуска на тревата, Чайки, Катедралата в Руан по обед)
- Камил Писаро (Avenue de l'Opera в Париж)
- Алфред Сисле
- Пиер-Огюст Реноар (Портрет на Жана Самари, Две момичета в черно)
- Едгар Дега (Танцьорка при фотографа, Танцьорки в синьо)
- Пол Сезан (Интериор, Равнината при Сент Виктоар, Мост над едно езеро, Цветя, Праскови и круши, Пиеро и Арлекин)
- Тулуз-Лотрек
- Винсент Ван Гог (Морето при Сент-Мари, Червени лозя в Арл, Разходка в затвора)
- Пол Гоген (Кафене в Арл, Букет цветя, Жената на краля, Бране на плодове)

### Европейска живопис от20 век
- Анри Русо (Мост в Севър, Муза и поет)
- Пабло Пикасо (Странстващи акробати, Стар евреин с момче, Испанка от Майорка, Акробатка върху кълбо, Портрет на Амброаз Волар)
- Морис Вламенк
- Андре Дерен
- Пол Синяк
- Пиер Бонар
- Едвард Мунх
- Албер Марке
- Анри Матис (Статуетка и ваза върху ориенталски килим, Ателието на художника, Златни рибки)
- Жорж Брак
- Фернан Леже
- Раул Дюфи
- Ренато Гутузо
- Жоан Миро
- Марк Шагал